# 594

## Esdeveniments
- Japó: El budisme és declarat religió oficial al país.[1]

## Naixements
- La Meca (Aràbia): Al-Àrqam ibn Abi-l-Àrqam, un dels sahaba del profeta Mahoma. (m. 673).[2]

## Necrològiques
- 17 de novembre - Tours (Regne Franc): Sant Gregori, bisbe de la ciutat i historiador.[3]
- Antioquia (Síria): Gregori, patriarca de la ciutat, de gota.[4]